# Ярково (Новосибірська область)
Ярково (рос. Ярково) — село у Новосибірському районі Новосибірської області Російської Федерації.
Входить до складу муніципального утворення Ярковська сільрада. Населення становить 5379 осіб (2010).

## Історія
Згідно із законом від 2 червня 2004 року органом місцевого самоврядування є Ярковська сільрада.

## Населення
| 1926 | 2002  | 2007  | 2010  |
| ---- | ----- | ----- | ----- |
| 1119 | ↗5216 | ↘5121 | ↗5379 |